# Rafael Rojas
Rafael Rojas (San José, 16 de abril de 1961) é um ator costariquenho, com carreira no México.

## Carreira[1]

### Telenovelas
- Vidas robadas (2010).... Pedro Antonio Fernández Vidal
- Eternamente tuya (2009).... Hernán
- Pasión (2007-2008).... Coronel José María de Valencia
- Duelo de pasiones (2006).... Máximo Valtierra
- Mariana de la noche (2003-2004).... Gerardo Montiel
- Amor real (2003).... Amadeo Corona
- Rayito de luz (2000-2001).... Antonio Sánchez    mintira
- Carita de ángel (2000-2001).... Gaspar
- Siempre te amaré (2000).... Patricio Mistral
- Serafín (1999).... Enrique
- María Isabel (1997-1998).... Rigoberto
- El alma no tiene color (1997).... Luis Diego Morales
- La sombra del otro (1996).... Manuel de la Riva
- Si Dios me quita la vida (1995).... Francesco de Marchi
- Valentina (1993-1994).... Julio Carmona    mintira
- Clarisa (1993).... Danilo Bracho Sanabria
- Baila conmigo (1992).... Bruno Ventura
- Yo no creo en los hombres (1991).... Arturo Ibáñez
- Mi pequeña Soledad (1990).... Lalo
- Morir para vivir (1989)
- Teresa (1989).... Mario Castro
- Amor en silencio (1988).... Sebastián
- Quinceañera (1987-1988).... Gerardo Fernández Sarcoser
- Pobre señorita Limantour (1987) .... Alfonso    sou troll
- El engaño (1986).... Reynaldo
- Martín Garatuza (1986).... César de Villaclara

### Cinema
- Sabuesos (2009)
- Sala de espera (2005)
- Los zapatos de Muddy Mae (2005)
- Amores circulares (2004)
- Mi verdad (2004).... El Flaco
- ¿Y si te mueres? (2000)
- La venganza del cuatrero (1999)
- Chevrolet (1997).... Policía
- Crisis (1998).... Julián Ramírez
- Noche de paz (1998)
- Sus ojos se cerraron y el mundo sigue andando (1997).... Cantante
- Simple mortal (1996)
- Mujeres infieles (1995).... Alfonso
- La sombra del delator (1993)
- Infamia (1991)
- Sangre y arena (1989).... Maletilla
- La Segua (1984).... Teniente José Corona

### Séries de TV
- Un burka por amor (2013)
- A cada quien su santo (2011)
- Lo que callamos las mujeres (2009 - 2010)
- Mujer, casos de la vida real (1997 - 2003)
- El sexólogo (1994).... Ricardo
- Serie negra (1994)
- Hora marcada (1989).... Honorio (episódio "Un guiño de ojo")

### Teatro
- Aquel tiempo de campeones
- Mi mujer se llama Mauricio
- Baila conmigo'
- Final de Viernes.

## Prêmios e Indicações

### Prêmios TVyNovelas
| Ano  | Categoria                  | Telenovela         | Resultado |
| ---- | -------------------------- | ------------------ | --------- |
| 1997 | Melhor ator protagonista   | La sombra del otro | Nomeado   |
| 1993 | Melhor ator juvenil        | Baila conmigo      | Nomeado   |
| 1991 | Melhor ator juvenil        | Mi pequeña Soledad | Nomeado   |
| 1990 | Melhor revelação masculina | Teresa             | Nomeado   |